# 新特里爾鎮區 (伊利諾伊州庫克縣)
新特里爾鎮區（英語：New Trier Township）是位於美國伊利諾伊州庫克縣的一個行政鎮區。

## 地方資料
根據2010年美國人口普查的數據，新特里爾鎮區的面積為42.21平方千米，當中陸地面積為41.43平方千米，而水域面積為0.78平方千米。當地共有人口56131人，而人口密度為每平方千米1,329.8人。